# Île de la Montagne Tortue
Pour les articles homonymes, voir Île de la Tortue (homonymie).
L’île de la Montagne Tortue (chinois traditionnel : 龜山島 ; chinois simplifié : 龟山岛 ; bopomofo : ㄍㄨㄟ ㄕㄢ ㄉㄠˇ ; pinyin : guī shān dǎo), également appelée île de Gueishan (Kweishan), est une île inhabitée située dans l’océan Pacifique appartenant à Taïwan. Elle abrite notamment le seul volcan actif de Taïwan.

## Géographie
L’île de la Tortue est un petit îlot volcanique isolé, situé à environ 10 miles marins de la ville taïwanaise de Toucheng, dans le comté de Yilan. Elle tire son nom de sa forme : depuis Taïwan, on croit apercevoir une tortue à la carapace géante.
L’île s’étend sur environ 3,3 kilomètres de long et 1,7 kilomètre de large, pour une superficie totale de 2,85 kilomètres carrés. Elle est réputée pour la richesse de ses ressources marines et de ses roches volcaniques. On trouve également plusieurs sources naturelles d’eau chaude ainsi qu’un lac, le lac Gui (ou Guiwei) situé au centre de l’île, qui était un lac d’eau douce avant que les habitants ne tentent d’y verser de l’eau de mer. Par conséquent, l’eau du lac est aujourd’hui un mélange d’eau douce et d’eau de mer.

## Histoire
Autrefois, une centaine de personnes habitaient l’île et vivaient essentiellement de la pêche. Il semblerait que ces premiers habitants, originaires de la province chinoise de Fujian et de Taïwan, soient arrivés sur l’île sous le règne de l’empereur chinois Guangxu de la dynastie Qing.
Ils ont toutefois tous été relogés de force par les troupes nationalistes en 1977 au profit de la construction d'une base militaire sur l’île de la Tortue. On trouve encore plusieurs tunnels creusés par l’armée dans le but d’y stocker l’artillerie lourde leur permettant de défendre le littoral. L’île a été déclarée parc maritime protégé en 2000. Elle est gérée par la ville de Toucheng et ouverte au tourisme de février à décembre. Ses falaises abruptes et ses grottes en font une destination prisée des amateurs d’escalade.
Parmi les édifices encore présents sur l’île, on note entre autres un poste militaire, une école abandonnée ou encore un temple dédié à la déesse de la mer Matsu.
Lors du séisme de 2024 à Taïwan, une partie de l'île disparaît dans l'océan.

## Faune
Une espèce endémique de crabe, Xenograpsus testudinatus, vit près des sources d’eau chaude de l’île. On trouve également de nombreux dauphins près des côtes, ainsi que des cachalots pygmées, des fausses orques et, plus rarement, des grands cachalots et des baleines à bosse.